# Elephantomyia suffusa
Elephantomyia suffusa är en tvåvingeart som beskrevs av Alexander 1971. Elephantomyia suffusa ingår i släktet Elephantomyia och familjen småharkrankar. Inga underarter finns listade i Catalogue of Life.